# Bazumbergen
Bazumbergen (armeniska: Բազումի լեռներ, Bazumi lerner) är en bergskedja i Armenien. Den ligger i den norra delen av landet, i provinsen Lori. Den sträcker sig över cirka 70 kilometer. De högsta bergen i kedjan är i öster Bovakar (Chalab), med en topp på 3 016 m ö.h., och i väster Urasar, på 2 992 m ö.h.